# Глен Лајон (Пенсилванија)
Глен Лајон (енгл. Glen Lyon) насељено је место без административног статуса у америчкој савезној држави Пенсилванија.

## Демографија
По попису из 2010. године број становника је 1.873, што је 8 (-0,4%) становника мање него 2000. године.
| Група             | 2000.         | 2010.         |
| Белци             | 1.836 (97,6%) | 1.745 (93,2%) |
| Афроамериканци    | 28 (1,5%)     | 37 (2,0%)     |
| Азијати           | 4 (0,2%)      | 3 (0,2%)      |
| Хиспаноамериканци | 7 (0,4%)      | 60 (3,2%)     |
| Укупно            | 1.881         | 1.873         |